# کلاژنازها
کلاژنازها آنزیم‌هایی هستند که پیوندهای پپتیدی در کلاژن را می‌شکنند. آن‌ها به تخریب ساختارهای خارج سلولی در پاتوژنز باکتری‌هایی مانند کلستریدیوم کمک می‌کنند. آن‌ها به‌عنوان یک عامل بیماری‌زا در نظر گرفته می‌شوند که گسترش گانگرن گازی را تسهیل می‌کند. کلاژنازها به‌طور معمول، بافت همبند، سلول‌های ماهیچه‌ای و سایر اندام‌های بدن را هدف قرار می‌دهند.
کلاژن، یکی از اجزای اصلی ماتریکس خارج سلولی در جانوران است. از طریق جداسازی پروکلاژن توسط کلاژناز پس از ترشح از سلول ساخته می‌شود. این امر از تشکیل ساختارهای بزرگ در داخل خود سلول جلوگیری می‌کند.
کلاژناز علاوه بر این‌که توسط برخی باکتری‌ها تولید می‌شود، می‌تواند توسط بدن به‌عنوان بخشی از پاسخ ایمنی طبیعی خود ساخته شود. این تولید توسط سیتوکین‌ها القا می‌شود که سلول‌هایی مانند فیبروبلاست‌ها و استئوبلاست‌ها را تحریک می‌کنند و می‌توانند باعث آسیب غیرمستقیم بافت شوند.

## کاربردهای درمانی

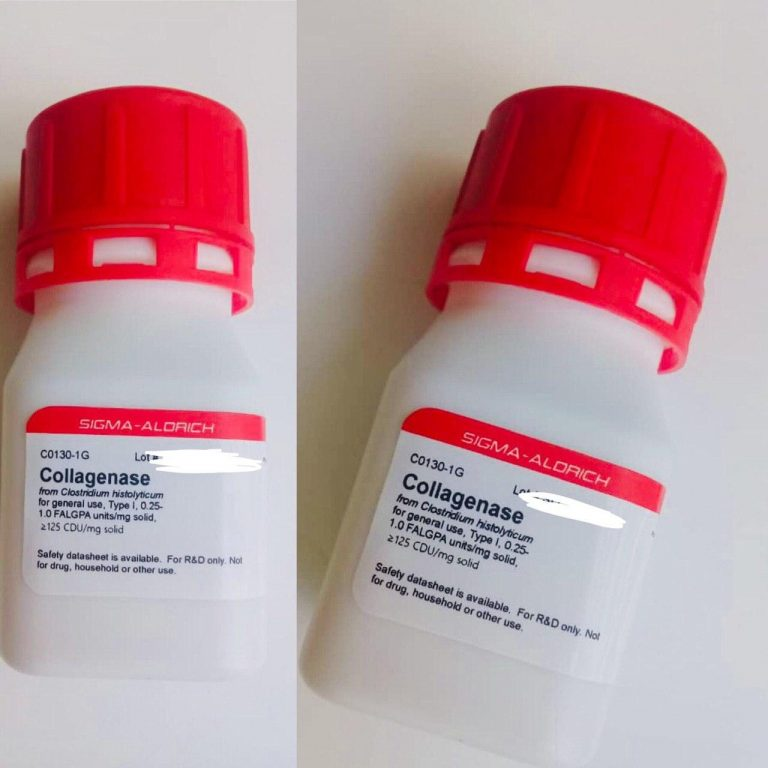

کلاژنازها برای مصارف پزشکی در موارد زیر تأیید شده‌اند:
- درمان بیماری دوپویترن و بیماری پیرونی (Xiaflex).
- بهبود زخم[۲] (سانتیل)
- سلولیت (Qwo)

در واقع کلاژناز یک آنزیم تجزیه‌کنندهٔ پیوندهای پپتیدی است بطوری‌که در آزمایشگاه‌های بیولوژی سلولی از آن برای شکستن پیوندهای پپتیدی کلاژن به منظور جداسازی سریع سلول‌ها از بافت‌ها و نیز جداسازی سلول‌های چسبیده به کف پلیت کشت سلولی استفاده می‌شود. نتایج مطالعات و بررسی‌ها نیز، نشان داده‌اند که سلول‌های فیبروبلاست پس از سوختگی، قدرت طبیعی ترشح کلاژناز را از دست می‌دهند و در نتیجه تجمع بافت نکروتیک در موضع، روند ترمیم را کند یا متوقف می‌کند. به همین دلیل، پزشکان در درمان بافت‌های آسیب‌دیده‌ای مانند بافت‌های نکروتیک ناشی از سوختگی، ابتدا قسمت‌های نکروزه را حذف می‌کنند و بدین طریق با فراهم‌سازی شرایط ترشح پروتئازها، بستر مناسبی را برای ترمیم و پیوند پوست ایجاد می‌کنند.
بر پایهٔ همین نقش کلاژناز در فرایند بازسازی و ترمیم زخم، می‌توان از آن در درمان‌های مزوتراپی برای رفع جای زخم، جوانسازی پوست و رفع چین و چروک‌ها کمک گرفت.
اثر دیگر کلاژناز، کاربرد بیشتری در مزوتراپی دارد. اثر دیگر کلاژناز، شکستن چربی‌هاست این دارو برای درمان لیپوما دارای تأییدیهٔ FDA است. بر همین اساس، کلاژناز در مزوتراپی، بیشتر در درمان‌های چاقی و سلولیت، به ویژه سلولیت مقاوم به درمان، به‌منظور شکستن، تخلیه و کاهش چربی‌های انباشته‌شدهٔ موضعی استفاده می‌شود.

## سایر کاربردها

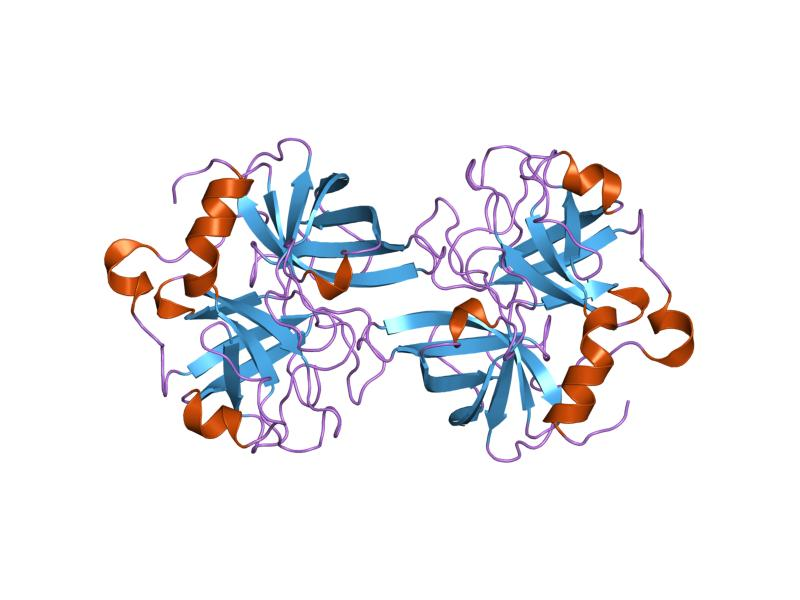

کلاژنازها ممکن است برای نرم کردن گوشت، مانند ترکیبات پُرکاربردی چون پاپئین، بروملین و فیکائین استفاده شوند.

## آنزیم های کلاژناز خاص برای بافت های مختلف

### کلاژناز نوع I
کلاژناز نوع I که از کلستریدیوم هیستولیتیکوم مشتق شده است، برای کاربردهایی که شامل بافت های همبند مانند پوست، تاندون ها و رباط ها می شود، مناسب است. فعالیت آنزیمی آن فیبرهای کلاژن را در این بافت ها هدف قرار می دهد و از تفکیک کارآمد اطمینان حاصل می کند.

### کلاژناز نوع II
به طور ایده آل برای تجزیه کلاژن در بافت های ظریف تر، مانند بافت چربی و غدد پستانی استفاده می شود. این نوع کلاژناز فعالیت آنزیمی خفیف‌تری را نشان می‌دهد و یکپارچگی سلول‌ها را در این ساختارهای نرم‌تر حفظ می‌کند.  

### کلاژناز نوع IV
کلاژناز نوع IV که به طور خاص برای جداسازی جزایر پانکراس طراحی شده است در جداسازی شبکه کلاژن پیچیده اطراف این ساختارها کاربرد دارد. این دقت آنزیمی برای حفظ عملکرد جزایر جدا شده در کاربردهای تحقیقاتی حیاتی است.

## خانوادهٔ MEROPS M9
این گروه از متالوپپتیدازهای خانوادهٔ پپتیداز MEROPS M9، زیرخانواده‌های M9A و M9B (کلاژناز میکروبی، قبیله MA(E)) را تشکیل می‌دهند. چین‌های پروتئینی دامنه پپتیداز برای اعضای این خانواده شبیه ترمولیزین است، نمونه نوع برای قبیله MA است و باقیمانده‌های سایت فعال پیش‌بینی شده برای اعضای این خانواده و ترمولیزین در موتیف HEXXH رخ می‌دهد.
کلاژنازهای میکروبی از باکتری‌های هر دو جنس Vibrio و Clostridium شناسایی شده‌اند. کلاژناز در هنگام حمله باکتریایی برای تخریب سد کلاژن میزبان در طول حمله استفاده می‌شود. گاهی اوقات از باکتری ویبریو در بیمارستان‌ها برای برداشتن بافت مرده ناشی از سوختگی و زخم استفاده می‌شود. کلستریدیوم هیستولیتیکوم یک پاتوژن است که باعث گانگرن گازی می‌شود. با این حال، کلاژناز جدا شده برای درمان زخم بستر استفاده شده‌است. جداسازی کلاژن در یک Xaa+Got در باکتری ویبریو و در پیوندهای Yaa+Gly در کلستریدیوم کلاژنازها اتفاق می‌افتد.
تجزیه و تحلیل ساختار اولیه محصول ژن از کلستریدیوم پرفرنجنس نشان داد که آنزیم با کششی از ۸۶ باقیمانده تولید می‌شود که حاوی یک توالی سیگنال فرضی است. در این کشش PLGP یافت می‌شود، یک توالی اسید آمینه معمولی از بسترهای کلاژناز؛ بنابراین این توالی ممکن است در خودپردازی کلاژناز نقش داشته باشد.
متالوپروتئازها متنوع‌ترین از هفت نوع اصلی پروتئاز هستند که تا به امروز بیش از ۵۰ خانواده شناسایی شده‌اند. در این آنزیم‌ها، یک کاتیون دو ظرفیتی، معمولاً روی، مولکول آب را فعال می‌کند. یون فلزی توسط لیگاندهای اسید آمینه که معمولاً سه عدد هستند در جای خود نگه داشته می‌شود. لیگاندهای فلزی شناخته شده His, Glu, Asp یا Lys هستند و حداقل یک باقیمانده دیگر برای کاتالیز مورد نیاز است که ممکن است نقش الکتروفیلیک داشته باشد. از متالوپروتئازهای شناخته شده، حدود نیمی از آنها دارای یک موتیف HEXXH هستند که در مطالعات کریستالوگرافی نشان داده شده‌است که بخشی از محل اتصال فلز را تشکیل می‌دهد. موتیف HEXXH نسبتاً رایج است، اما می‌توان آن را با دقت بیشتری برای متالوپروتئازها به‌عنوان «abXHEbbHbc» تعریف کرد، جایی که «a» اغلب والین یا ترئونین است و بخشی از زیرمجموعه S1 در ترمولیزین و نپری‌لیزین را تشکیل می‌دهد، «b» یک باقیمانده بدون بار است. و 'c' یک باقیمانده آبگریز. پرولین هرگز در این سایت یافت نمی‌شود، احتمالاً به این دلیل که ساختار مارپیچی که توسط این موتیف در متالوپروتئازها اتخاذ شده‌است را می‌شکند.